# Álvaro de Zúñiga y Pérez de Guzmán
Álvaro de Zúñiga y Pérez de Guzmán (Sevilla, c. 1450 o 1460-Béjar, 28 de septiembre de 1531), fue un noble castellano, miembro de la rama primogénita de la Casa de Zúñiga, grande de España, II duque de Béjar y de Plasencia, III conde de Bañares y, desde 1526, I marqués de Gibraleón por gracia del rey Carlos I. También fue primer caballero del reino, caballero de la Orden del Toisón de Oro, justicia mayor y alguacil mayor de Castilla. Sucedió en el mayorazgo a su abuelo Álvaro de Zúñiga y Guzmán —I duque de Béjar y Plasencia— en 1488. Fue consejero de Estado del emperador del Sacro Imperio Romano Germánico Carlos V. Participó con su pendón y hueste en la guerra de Granada desde el 1482 hasta su rendición en 1492, y en la derrota de la rebelión de los comuneros de Castilla en 1520. Contrajo matrimonio en 1489 con su tía carnal María de Zúñiga, hija de Álvaro de Zúñiga y Guzmán y de su segunda mujer Leonor Pimentel. No hubo hijos en este matrimonio, pero el duque tuvo una amplia descendencia ilegítima con su amante Catalina Dorantes. Sucedió en sus títulos y mercedes su sobrina Teresa de Zúñiga y Manrique de Lara.

## Biografía
Álvaro de Zúñiga era hijo de Pedro de Zúñiga y Manrique de Lara —II conde de Bañares y I conde de Ayamonte—, y de Teresa Pérez de Guzmán y Guzmán —VII señora de Ayamonte—, hija natural de Juan Alonso Pérez de Guzmán y Suárez de Figueroa —III conde de Niebla y I duque de Medina Sidonia—, y de Elvira de Guzmán. Álvaro se casó en 1489 con María de Zúñiga y Pimentel —su tía, hermanastra de su padre, hija de su abuelo Álvaro de Zúñiga y Guzmán— y de su segunda esposa Leonor de Pimentel y Zúñiga. El papa Inocencio VIII le concedió en 1487 dispensa del parentesco para su boda. No tuvo sucesión en su matrimonio, por lo que se cortó la primera varonía de la rama troncal de los duques de Béjar y Plasencia y vino a heredarle su sobrina Teresa de Zúñiga y Manrique de Castro, hija de su hermano Francisco —I marqués de Ayamonte— y de su mujer Leonor Manrique de Castro. Con Catalina de Orantes procreó a sus hijos Pedro e Isabel, a quienes legitimó. A Pedro lo dotó con el señorío de Aldehuela y años más tarde fue creado marqués de Aguilafuente por merced del rey Felipe II en 1572. Su hija Isabel se casó con Gonzalo de Guzmán y Quiñones, señor del Toral.

### Justicia mayor y alguacil mayor de Castilla
Los Reyes Católicos le hacen merced por real cédula del 21 de diciembre de 1486 de una de las tres alcaidías mayores de Sevilla y le confirman por real cédula de 31 de diciembre de 1486 el oficio de justicia mayor y alguacil mayor de Castilla, que su padre, abuelo, bisabuelo y tatarabuelo lo tuvieron.

### Pérdida de Plasencia por rebelión insinuada por los Reyes Católicos
A la muerte de su abuelo Álvaro de Zúñiga heredó, según su testamento del 21 de julio de 1486, sus títulos, señoríos y estados. Su tío Diego de Zúñiga y Manrique de Lara, prior de San Marcos en León de la Orden de Santiago, señor de Villora, segundogénito y sobreviviente de su abuelo, reclamó para sí la herencia y comenzó a titularse duque de Béjar; tampoco su tío Francisco de Zúñiga y Manrique de Lara, señor de Mirabel, estaba conforme con la herencia. La reina Isabel I la Católica, aprovechando estas circunstancias, quiso disminuir el patrimonio de un linaje que ella juzgaba con excesiva fortuna, por lo que aconseja a algunos caballeros importantes de Plasencia, que se apartasen de la obediencia y sujeción al nuevo duque de Plasencia y se redujesen a la corona real, y les dio licencia para tomar las armas contra su señor.
Cuando Álvaro de Zúñiga se encontraba en Valladolid intentando solucionar los problemas de la sucesión de su abuelo con la ayuda de la reina Isabel I, los Carvajal, Francisco de Carvajal —señor de Torrejón— y su hermano Gutierre, que durante el pasado habían sido responsables de incidentes, promovieron ayudados de sus deudos y aliados un levantamiento en Plasencia a mediados de 1488, reclamando la liberación del municipio, estableciendo un asedio al castillo y llamando al rey Fernando II el Católico para entregársela. La población se levantó contra su señor y asedió el castillo. Álvaro de Zúñiga trató de lograr ayuda de la reina sin tener éxito. El rey Fernando II alentó a los rebeldes en su lucha contra el duque e hizo entregar Plasencia, ayudado por su ejército, a los Reyes Católicos. El rey entró en Plasencia el 20 de octubre de 1488 y prestó juramento en la catedral de Santa María la Mayor, incorporando así Plasencia a la Corona de Castilla. Como se puede leer en el juramento que hizo el rey Fernando II al tomar la ciudad de Plasencia, el rey promete guardar, defender, amparar al consejo, etc. vecinos y moradores de Plasencia en sus fueros, privilegios mercedes, libertades  y franquezas así como ordenanzas usos y costumbres, como el conde Pedro de Zúñiga y su hijo Álvaro lo hicieron. Esto demuestra que el cambio de señorío no se debía a injusticias cometidas por sus duques, sino a insinuación de los Reyes Católicos. Fue una actuación injusta de la reina Isabel I y poco noble del rey Fernando II, teniendo en cuenta los pactos firmados por los Reyes Católicos con su abuelo Álvaro de Zúñiga y Guzmán, I duque de Plasencia, en 1476 y 1480. La ciudad y valles de Plasencia habían recibido el I conde de Plasencia, Pedro de Estúñiga en 1441 del rey de Castilla y León Juan II. Años más tarde la ciudad de Plasencia eleva petición el 23 de febrero de 1495 a los Reyes Católicos, para que se confirmen las franquezas, libertades y exenciones que tenían los vecinos cuando pertenecían a los duques don Álvaro de Zúñiga y su nieto.

### Participación con su pendón y hueste en la guerra de Granada
Álvaro II de Zúñiga toma parte con pendón y hueste de su abuelo, Álvaro de Zúñiga y de su padre Pedro de Zúñiga en la guerra de Granada desde 1482 hasta la rendición de Granada en 1492. Fue uno de los más distinguidos caballeros que sirvieron a los Reyes Católicos en la guerra de Granada. En junio de 1482 el rey Fernando II inicia la reconquista de Granada haciendo concentrar los ejércitos unidos de los grandes de Castilla en Córdoba y marchan en dirección a Loja. El 4 de julio de 1482 libran una sangrienta lucha con el ejército moro al mando de Ali-Atar, comandante de la fortaleza de Loja. El II marqués de Cádiz, Rodrigo Ponce de León, por salvar la vida del rey Fernando II, que se hallaba combatiendo entre moros, casi perdió su vida cuando su caballo fue herido en el momento que su lanza penetraba en el cuerpo de un moro, el condestable de Castilla, II conde de Haro, Pedro Fernández de Velasco, recibió tres heridas en la cara; el II duque de Medina Sidonia, Enrique de Guzmán cayó de su caballo y el II conde de Tendilla, Iñigo López de Mendoza —que su campamento se encontraba cerca de Loja— recibió fuertes golpes con maza y casi cayó en manos enemigas, sino lo hubiese salvado a tiempo el joven Álvaro de Zúñiga.
Sus tíos Juan de Zúñiga y Pimentel —maestre de la Orden de Alcántara— y Francisco de Zúñiga y Manrique de Lara, participan también en la conquista de Loja en 1484. El rey Fernando II, los duques de Nájera, Medinaceli y de Plasencia —representado por su nieto Álvaro II de Zúñiga—, así como otros nobles concentran sus fuerzas en Córdoba en abril de 1485 para hacer la guerra a los moros. Álvaro II de Zúñiga, conduce la hueste del I duque de Plasencia, aprox. 220 lanzas. En la primavera de 1485 hacen su entrada en Ronda, que conquistan el 10 de mayo de 1485. Los ejércitos unidos avanzan en dirección a Málaga y participan en el cerco y toma de Vélez-Málaga, que capituló el 4 de septiembre de 1487.
Participa en la conquista de Baza, Guadix, Almería y en la victoria final de la guerra de Granada y rendición del rey moro Boabdil. En el privilegio rodado de asiento y capitulación para la entrega de la ciudad de Granada de 30 de diciembre de 1491 confirman los nobles, entre ellos Álvaro de Zúñiga, la escritura de las capitulaciones otorgadas en el real de la Vega de Granada el 25 de noviembre de 1491 entre los Reyes Católicos y los alcaides Yusuf ibn Comixa y Abu-Casim al Muley en nombre de Boabdil, rey de Granada. La lista de los confirmantes va encabezada por los Reyes Católicos, quienes confirman y aprueban el privilegio. y está presente en la ceremonia de la entrega de la ciudad de Granada el 2 de enero de 1492. Álvaro de Zúñiga cojeaba a razón de una herida en la pierna ganada en la guerra de Granada.

### Conjura de los grandes de Castilla contra el gobierno del rey Fernando IIel Católico
A la muerte de la reina Isabel I ocurrida el 26 de noviembre de 1504, su esposo el rey Fernando II convoca en nombre de su ausente hija la reina Juana a las Cortes de Toro. Se acuerdan y promulgan 83 leyes el 7 de marzo de 1505 reglamentando la sucesión y reconociendo al rey de Aragón Fernando II como gobernador del reino de Castilla de acuerdo al testamento de la reina Isabel I. Los grandes de Castilla se conjuran contra el rey Fernando II, sabiendo que la reina Isabel I en su testamento ordenaba el gobierno de Fernando II, en caso de impedimento de su hija la reina Juana I. La conjura la inicia a principios de 1505 Juan Manuel, señor de Belmonte, se adhieren el duque de Nájera, el duque de Béjar, el duque de Medina Sidonia, el conde de Benavente y el marqués de Villena, no reconociendo los acuerdos de las Cortes de Toro, ni la gobernación del reino por Fernando II. Ellos desean librarse de un gobierno autoritario e invitan a comienzos del año 1505 a Felipe I el Hermoso, conde de Borgoña, yerno de Fernando II, a gobernar Castilla en nombre de su esposa la reina Juana I la Loca. Felipe I desarrolla una gran actividad diplomática en Castilla, dirigiendo cartas a los grandes, a las altas dignidades eclesiásticas, principales ciudades y villas con voto en cortes. En sus cartas ofrecía a los grandes estar dispuesto con buena voluntad para lo que ellos requieran y remunerarlo bien. Felipe I escribe agradeciendo al II duque de Béjar por carta del 15 de febrero de 1505. El rey Felipe I fallece al poco tiempo en Burgos el 25 de septiembre de 1506 y el rey Fernando II de Aragón el 23 de enero de 1516.

### Caballero de la Orden del Toisón de Oro y grandeza de España
El II duque de Béjar y Plasencia tomó parte en el capítulo de la Orden del Toisón de Oro celebrado en la catedral de Barcelona del 2 al 4 de marzo del año de 1519 —en el coro de la catedral de Barcelona se conservan arriba de los asientos los escudos de los caballeros, que tomaron parte en el capítulo— donde fue elegido e investido caballero de la Orden por el emperador del Sacro Imperio Romano Carlos I, maestre y jefe soberano de la Orden. Esta Orden de caballería es la Orden más alta de Borgoña y de los Austria —Habsburgo—, fundada por el duque de Borgoña Felipe III el Bueno el 10 de enero del año de 1430 en Brujas, Flandes.
Como grande de Castilla, le fue concedida la grandeza de España creada por el emperador Carlos V después de su venida a España de regreso de su coronación en 1520 en Aquisgrán, Sacro Imperio Romano Germánico.

### Al servicio de Carlos I
Álvaro preside la comitiva, compuesta por fray Diego López Toledo —comendador de Herrera—, Juan Alonso de Guzmán y Zúñiga —VIII conde de Niebla y VI duque de Medina Sidonia— y de su sobrino Francisco de Sotomayor —V conde de Belalcázar—, que llevó a la infanta Catalina, hermana menor del emperador Carlos V y futura esposa del rey Juan III de Portugal, a la frontera portuguesa, en Badajoz, en enero de 1524.
Recibió del emperador Carlos V el título de I marqués de Gibraleón en 1526. Tomó parte en la comitiva, compuesta por el duque de Calabria, el arzobispo de Toledo, Alonso de Zúñiga y Acevedo —III conde de Monterrey—, y el conde de Cifuentes, que recibió a la princesa Isabel de Portugal, futura esposa del emperador Carlos V y rey de España como Carlos V, en la frontera de Portugal, entre Elvas y Badajoz el 7 de febrero de 1526. Álvaro II de Zúñiga y Guzmán fue nombrado miembro del primer consejo de Estado del emperador Carlos V, que fue creado durante la estancia del emperador en Granada en el verano de 1526. Los otros miembros del consejo de Estado fueron: Mercurino Arborio Gattinara, Enrique de Nassau, Fadrique Álvarez de Toledo y Enríquez —II duque de Alba—, Alfonso de Fonseca —arzobispo de Toledo—, García de Loaysa —obispo de Osma y confesor del emperador— y Alonso Merino —obispo de Jaén—.
El emperador Carlos V y la emperatriz Isabel nombran a Álvaro II de Zúñiga, padrino de bautizo del príncipe Felipe y a la reina viuda Eleonora —hermana del emperador— madrina. El arzobispo de Toledo bautizó al príncipe Felipe, de tres meses de edad, el 5 de junio de 1527 en la Iglesia de San Pablo de Valladolid.
Álvaro de Zúñiga y Guzmán falleció en Béjar el 28 de septiembre de 1531.